# 경제 분석의 기초
《경제 분석의 기초》는 하버드 대학 출판부에서 1947년(확대판, 1983년)에 출판한 폴 새뮤얼슨의 책이다. 1941년 하버드 대학교 박사 학위 논문을 기반으로 한다. 이 책은 두 가지 기본 원칙, 즉 대리인의 행동 극대화 (예: 소비자 의 효용 및 기업의 이윤 )와 경제 시스템(예: 시장 또는 경제)에 대한 균형의 안정성이라는 두 가지 기본 원칙에서 경제학의 여러 분야의 기초가 되는 공통 수학적 구조를 보여주려고 했다. 다른 공헌 중에서 지수 이론과 일반화된 후생 경제학을 발전시켰다. 특히 매개변수의 변경(예: 세율의 변경)이 경제 시스템에 영향을 미치는 방식을 계산하기 위한 "비교 통계적 " 방법의 질적 및 양적 버전을 확정적으로 명시하고 공식화하는 것으로 알려져 있다. 대응 원리 라고 하는 비교 정역학에 대한 주요 통찰력 중 하나는 균형의 안정성은 매개변수가 변경될 때 평형이 어떻게 변하는지에 대한 테스트 가능한 예측을 의미한다고 말한다.
이 책은 경제 분석이 간결하고 유익한 수학 언어의 이점을 가지고 있음을 보여준다. 1941년 논문의 원본 버전에는 "The Observational Significance of Economic Theory"(p. ix)라는 부제가 붙었다.
겉보기에 다양한 분야에서 분석의 현저한 형식적 유사성에 관한 한 가지 통일된 주제는 소비자 행동과 기업의 생산 경제학에서 국제 무역, 경기 순환, 소득 분석에 이르기까지 이에 대한 글을 쓰는 과정에서만 발생했다. 저자는 그가 "본질적으로 동일한 정리를 계속해서 증명하는 데" 방탕했다는 사실을 깨달았다. 그는 초기 직관의 실패가 경험적 데이터에 의해 반박될 수 있는 의미 있는 정리, 즉 경험적 데이터에 대한 가설을 공식화하는 것과 관련된 소수의 경제학 저술을 고려할 때 그다지 놀라운 일이 아닐 수 있다고 제안한다(pp. 3-5).
새뮤얼슨(pp. 5, 21-24)은 그의 목적을 밝히기에 충분한 의미 있는 정리의 세 가지 근원을 찾는다.
- 경제 단위의 행동 극대화 (소비자의 효용 과 기업의 이윤)
- 안정적인 균형의 경제 시스템 ( 시장 과 경제 포함 )
- 주장된 기술적 관계 또는 심리학적 법칙(관련 기능적 관계의 부호로 색인화됨)과 같은 둘 이상의 변수 간의 질적 속성.

## 같이 보기
- 수리경제학
- 신고전파 경제학
- 폴 새뮤얼슨